# كين سويفت
كين سويفت (بالإنجليزية: Ken Swift)‏ هو راقص أمريكي، ولد في القرن العشرين في نيويورك في الولايات المتحدة.